# スコット・ゴーハム
ウィリアム・スコット・ゴーハム（William Scott Gorham、1951年3月17日 - ）は、アメリカ合衆国カリフォルニア州グレンデール出身のロック・ギタリスト。1970年代から活躍するロック・バンド、シン・リジィ(Thin Lizzy) のギタリストとして著名。シン・リジィには1974年に加入し、1983年の解散までプレイ。元フロントマンにしてソングライターのフィル・ライノットの死後も定期的にグループを再編し、現在も活動中。

## キャリア
カリフォルニアで育ち、最初にベースを練習。地元のローカルバンドで活動していた。1960年代には、後にスーパートランプに参加するボブ・シーベンバーグ（ドラムス）らと即興演奏を主体にしたバンドRHSで活動。
1974年、スーパートランプのオーディションに参加するシーベンバーグに誘われてイギリス行きに同行。そこで偶然にシン・リジィのオーディションが行われるのを知る。リジィの曲を聴いたこともなければ存在さえも全く知らなかったが、見知らぬ土地で切羽詰っていたゴーハムはオーディションに参加。ギターはコピー商品しか持っておらず、さらにブロンドの長髪という出で立ちを奇異の目で見られたというが、セッションで波長が合い、その晩のうちにフィル・ライノットから加入を依頼された。
シン・リジィでは、同時に参加したブライアン・ロバートソンとともにバンドの代名詞となるツイン・リードギターを編成し、ギタリストとして、作曲家としてグループの黄金期を支えた。ロバートソン脱退後もゲイリー・ムーア、スノウィー・ホワイト、ジョン・サイクスらとコンビを組み続けた。
シン・リジィ解散後はフェノメナ（en:Phenomena）に参加。そこで知り合ったリーフ・ヨハンセンと1991年に 21 Guns を結成。アルバムを3枚リリース。他にもエイジアやロリンズ・バンドともプレイしている。
1996年、ジョン・サイクスら元メンバー達とシン・リジィを再結成。1986年に他界したフィル・ライノットを追悼する20/20ツアーを行った。
1997年には 21 Guns のメンバーとともにサイコ・モーテルズの曲 "I'm Alive" にゲストとして参加しギターを演奏。
その後オリジナル・ドラマーのブライアン・ダウニーらと共にシン・リジィを再々結成。ライヴを中心に活動。2012年、メンバーを入れ替えてバンド名を「ブラック・スター・ライダーズ」としたが、機会があればシン・リジィ名義も使用するとしている。2013年5月、ブラック・スター・ライダーズとして、アルバム『オール・ヘル・ブレイクス・ルース（All Hell Breaks Loose）』を発表。